# Trophée Éric-Messier
Le trophée Éric-Messier est un trophée de hockey sur glace. Il est remis annuellement depuis la saison 1996-1997 au meilleur défenseur de la Ligue nord-américaine de hockey.
Ce trophée honore Éric Messier.

## Récipiendaires du trophée
| Saison    | Vainqueur                                                                 |
| --------- | ------------------------------------------------------------------------- |
| 1996-1997 | Michel Caron (Blizzard de Saint-Gabriel)                                  |
| 1997-1998 | Michel Caron (Blizzard de Saint-Gabriel)                                  |
| 1998-1999 | François Paquette (Nova d'Acton Vale)                                     |
| 1999-2000 | Steve Gosselin (Garaga de Saint-Georges)                                  |
| 2000-2001 | Steve Gosselin (Garaga de Saint-Georges)                                  |
| 2001-2002 | Steve Gosselin (Garaga de Saint-Georges)                                  |
| 2002-2003 | Jean-Marc Richard (Caron & Guay de Pont-Rouge)                            |
| 2003-2004 | Éric Lavigne (Dragons de Verdun) Simon Olivier (Prolab de Thetford-Mines) |
| 2004-2005 | Francis Nault (Cousin de St-Hyacinthe)                                    |
| 2005-2006 | Frédéric Bouchard (Radio X de Québec)                                     |
| 2006-2007 | Simon Olivier (CRS Express de Saint-Georges)                              |
| 2007-2008 | Dominic Périard (Caron et Guay de Trois-Rivières)                         |
| 2008-2009 | Louis Mandeville (Caron et Guay de Trois-Rivières)                        |
| 2009-2010 | Louis Mandeville (Caron et Guay de Trois-Rivières)                        |
| 2010-2011 | Jean-Philippe Morin (Cool FM 103,5 de Saint-Georges)                      |
| 2011-2012 | Pierre-Olivier Beaulieu (Caron et Guay de Trois-Rivières)                 |
| 2012-2013 | Sasha Pokulok (Riverkings de Cornwall)                                    |
| 2013-2014 | Nicolas Dumoulin (Caron et Guay de Trois-Rivières)                        |
| 2014-2015 | Samuel Carrier ( Éperviers de Sorel-Tracy)                                |
| 2015-2016 | Matthew Medley (Thetford-MInes)                                           |
| 2016-2017 | Matthew Medley - Jonathan Paiement (Thetford-Mines) (Jonquière)           |
| 2017-2018 | Matthew Medley - Jonathan Paiement (Thetford-Mines) (Jonquière)           |
| 2018-2019 | Mathieu Brisebois (Marquis de Jonquière)                                  |
| 2019-2020 | Sacha Pokulok (Laval)                                                     |
| 2020-2021 | * pas de saison*                                                          |
| 2021-2022 | Mathieu Brisebois (Marquis de Jonquière)                                  |
| 2022-2023 | Nathan Larose (Laval)                                                     |